# Huangjin'ao
Huangjin'ao är en ort i Kina. Den ligger i provinsen Hunan, i den södra delen av landet, omkring 300 kilometer väster om provinshuvudstaden Changsha. Antalet invånare är 830.
Runt Huangjin'ao är det tätbefolkat, med 591 invånare per kvadratkilometer. Närmaste större samhälle är Huaihua, 11,6 km söder om Huangjin'ao. I omgivningarna runt Huangjin'ao växer huvudsakligen savannskog.
Genomsnittlig årsnederbörd är 1 796 millimeter. Den regnigaste månaden är maj, med i genomsnitt 290 mm nederbörd, och den torraste är januari, med 47 mm nederbörd.